# Melvin Tchiknavorian
Melvin Tchiknavorian (3 settembre 1997) è uno sciatore freestyle francese, specialista dello ski cross.

## Biografia
Melvin Tchiknavorian ha debuttato in Coppa del Mondo l'11 dicembre 2021, giungendo 61º in ski cross a Val Thorens. A Reiteralm, il 24 gennaio 2024, ha ottenuto il suo primo podio nel massimo circuito, classificandosi al 3º posto nella gara vinta dallo svedese Erik Mobärg.

## Palmarès

### Mondiali
- 1 medaglia:
  - 1 argento (ski cross a squadre a Engadina 2025)

### Coppa del Mondo
- Miglior piazzamento nella Coppa del Mondo di ski cross: 14º nel 2024
- 2 podi:
  - 1 secondo posto
  - 1 terzo posto